# Sender Coti-Chiavari
Der Sender Coti-Chiavari ist eine Sendeanlage für UKW, TV und Mittelwelle des französischen Unternehmens TDF in der Gemeinde Coti-Chiavari südlich von Ajaccio auf der Insel Korsika.
Als Antennenträger dient ein 130 Meter hoher abgespannter Rohrmast. Zur Ausstrahlung der Mittelwelle dient eine Reusenantenne, die am Mast angebracht ist. Versorgt wird von hier vor allem Ajaccio und Umgebung, aufgrund der schwierigen Topographie der Insel sind jedoch zahlreiche Füllsender im Einsatz.

## Frequenzen

### Analoger Hörfunk (UKW)
| Frequenz (MHz) | Programm         | RDS PS   | RDS PI | ERP (kW) | Antennendiagramm rund (ND)/gerichtet (D) | Polarisation horizontal (H)/vertikal (V) |
| -------------- | ---------------- | -------- | ------ | -------- | ---------------------------------------- | ---------------------------------------- |
| 88,0           | France Musique   | MUSIQUE_ | F203   | 10       | D (350–20°, 130–160°)                    | V                                        |
| 92,4           | France Inter     | __INTER_ | F201   | 10       | D (350–20°, 130–160°)                    | V                                        |
| 93,5           | RTL 2            | __RTL2__ | F215   | 8        | D (320–80°)                              | V                                        |
| 94,5           | RCF              | __RCF___ | F851   | 0,5      | D (300–80°)                              | V                                        |
| 97,6           | France Culture   | CULTURE_ | F202   | 10       | D (350–20°, 130–160°)                    | V                                        |
| 98,1           | Skyrock          | SKYROCK_ | F214   | 8        | D (350–20°, 130–160°)                    | V                                        |
| 99,0           | Frequenza Nostra | –        | –      | 2        | D (280–80°)                              | V                                        |
| 100,5          | France Bleu RCFM | BLEURCFM | F209   | 10       | D (350–20°, 130–160°)                    | V                                        |
| 101,2          | NRJ              | __NRJ___ | F220   | 8        | D (340–30°)                              | V                                        |
| 102,4          | Rire et Chansons | _RIRE_&_ | F226   | 0,5      | D (240–60°)                              | V                                        |
| 103,2          | Alta Frequenza   | __ALTA__ | F450   | 8        | D (320–80°)                              | V                                        |
| 107,2          | Corsica Radio    | CORSICA_ | F497   | 0,5      | D (290–80°)                              | V                                        |

### Analoger Hörfunk (MW)
| Frequenz [kHz] | Programm         | Regionalisierung | ERP [kW] | Sendediagramm rund (ND)/gerichtet (D) | Polarisation horizontal (H)/vertikal (V) |
| -------------- | ---------------- | ---------------- | -------- | ------------------------------------- | ---------------------------------------- |
| 1404           | France Bleu RCFM | −                | 20       | ND                                    | V                                        |

### Analoges Fernsehen (SECAM)
Vor der Umstellung auf DVB-T diente der Sendestandort außerdem für analoges Fernsehen (SECAM).
| Kanal | Frequenz (MHz) | Programm         | ERP (kW) | Sendediagramm rund (ND)/ gerichtet (D) | Polarisation horizontal (H)/ vertikal (V) |
| ----- | -------------- | ---------------- | -------- | -------------------------------------- | ----------------------------------------- |
| 4     | 63,75          | Canal+           | 8        | D                                      | H                                         |
| 21    | 471,25         | France 2         | 320      | D                                      | H                                         |
| 24    | 495,25         | France 3 Korsika | 320      | D                                      | H                                         |
| 31    | 551,25         | TF1              | 320      | D                                      | H                                         |
| 41    | 631,25         | France 5 / arte  | 110      | D                                      | H                                         |
| 44    | 655,25         | M6               | 110      | D                                      | H                                         |